# Viola bastarda
Viola bastarda – termin określający tenorową wersję smyczkowego instrumentu muzycznego – violi da gamba, oraz rodzaj formy muzycznej i wirtuozerski styl gry na violach.
Styl kompozytorski rozpowszechniony i popularny głównie we Włoszech, na przełomie XVI i XVII wieku. Polegał na łączeniu kilku linii melodycznych kompozycji polifonicznej w jedną figurację, i wzbogacaniu jej dyminucjami oraz rozmaitymi ornamentami. Nazwany był „bastardem”, ponieważ melodia wynikowa pochodziła od dwóch lub kilku innych. Pierwsza wzmianka terminu „viola bastarda” pochodzi z traktatu Il vero modo di diminuir z 1584 kompozytora szkoły weneckiej Girolamo Dalla Casy. Do współczesności zachowało się 39 kompozycji. Instrumentem dedykowanym do wykonawstwa stylu były, posiadające szeroką skalę muzyczną viole bastarda – tenorowe viole da gamba. Czasami, w celu powiększenia zakresu dźwięków, ich strój był modyfikowany z kwartowo-tercjowego na kwintowo-kwartowy. Zasadniczo, instrument niewiele różnił się od violi da gamba, stąd przypuszcza się, że dookreślenie „bastarda” stosowano raczej ze względu na jego funkcję (wirtuozerskie wykonywanie pasaży) niż budowę. W Anglii, violę bastarda wyposażano w struny rezonansowe i nazywano lyra-viol, a we Włoszech dopuszczano basowy akompaniament kameralnego zespołu viol lub pojedynczych instrumentów szarpanych: klawesynu lub lutni.